# Goblin (álbum de Tyler, the Creator)
Goblin é o segundo álbum de estúdio do rapper americano Tyler, the Creator, lançado em 10 de maio de 2011 pela XL Recordings. Goblin continua os diálogos de Tyler com seu terapeuta fictício Dr. TC, introduzido em seu álbum Bastard (2009). As músicas do álbum foram produzidas quase inteiramente pelo próprio Tyler, com uma contribuição adicional de Left Brain, membro do Odd Future. O álbum conta com participações dos membros do Odd Future: Frank Ocean, Hodgy Beats, Jasper Dolphin, Taco, Domo Genesis, Mike G e Syd.
Goblin foi promovido por três singles: "Sandwitches", "Yonkers" e "She". O single "Yonkers" é considerado o principal responsável pelo grande buzz na internet e na indústria musical em torno do 'Odd Future Wolf Gang Kill Them All' na época do lançamento do álbum. O álbum recebeu críticas geralmente positivas e estreou na quinta posição da Billboard 200 nos Estados Unidos.

## Antecedentes
Após o lançamento de Bastard, Tyler assinou com a gravadora britânica independente XL Recordings e anunciou Goblin após o lançamento de "Yonkers". Seu amigo próximo e membro do Odd Future, Earl Sweatshirt, notavelmente não participou do álbum, pois na época estava estudando na Coral Reef Academy, em Samoa.

## Música e composições
Goblin continua a abordagem horrorcore apresentada pela primeira vez em Bastard. O terapeuta fictício, Dr. TC, aparece ao longo do álbum. A segunda faixa, "Yonkers", apresenta uma batida crua com um som de baixo forte, reminiscente da produção de RZA, líder do Wu-Tang Clan. Tyler afirma ter feito o instrumental em oito minutos como uma paródia das batidas de Nova York. A terceira faixa, "Radicals", fala sobre a rebelião juvenil. O refrão contém os versos "Kill people, burn shit, fuck school", que já haviam sido usados por Tyler na música "Pigions" de Earl Sweatshirt, do mixtape Earl (2010). Pranav Trewn, do Stereogum, comentou sobre a faixa, afirmando: "[Ela] não é um hino de retaliação, mas sim de autoimolação; você precisa se livrar de tudo para descobrir o que resta de si mesmo". "Bitch Suck Dick" é uma paródia exagerada do trap, com letras misóginas estereotipadas de Jasper Dolphin e Taco, semelhante a "Tina" de Bastard e "Trashwang" de Wolf. Na faixa final do álbum, "Golden", é revelado que Dr. TC é, na verdade, apenas a consciência de Tyler e que todas as interações que ele teve foram apenas fruto de sua imaginação.

## Lançamento
Em 8 de outubro de 2010, Tyler e Hodgy lançaram "Sandwitches" gratuitamente no site oficial do Odd Future. Em 10 de fevereiro de 2011, Tyler lançou o videoclipe do primeiro single do álbum, "Yonkers". Uma versão estendida, com um verso extra, foi lançada no iTunes quatro dias depois, juntamente com uma versão estendida de "Sandwitches". Em 16 de fevereiro, Tyler e Hodgy Beats apresentaram "Sandwitches" no Late Night with Jimmy Fallon, marcando a primeira aparição de um membro do Odd Future na televisão. Um mês depois, em 16 de março de 2011, Tyler e Hodgy Beats apresentaram "Yonkers" e "Sandwitches" no mtvU Woodie Awards, acompanhados pelo resto do Odd Future. No mesmo dia, uma prévia de "Tron Cat" foi lançada online para promover o álbum. Ainda em março, a capa do álbum foi divulgada online, apresentando uma foto colorida de Buffalo Bill aos 19 anos, sendo usada como fundo da apresentação de Tyler na MTV. Em 24 de março, Tyler postou a lista de faixas no Twitter, confirmando que "Sandwitches" estaria incluída no álbum.
Em 17 de março de 2011, Tyler anunciou a data de lançamento de Goblin através de um vídeo em seu site, onde apareciam as palavras "Fuck 2DopeBoyz & NahRight", criticando dois blogs que, segundo ele, não lhe deram reconhecimento no início de sua carreira.
Goblin também foi lançado em uma edição deluxe, com uma arte alternativa, embalagem especial, pôster, letras das músicas e um segundo disco contendo três faixas bônus. Tyler revelou a capa da edição deluxe em sua conta no Flickr em 4 de abril de 2011. Em 21 de abril, Tyler postou várias fotos das gravações de um novo videoclipe, seguido por um anúncio no dia seguinte informando que as filmagens haviam sido concluídas. Em 22 de abril, Tyler lançou um vídeo promocional no qual interpreta um personagem chamado Thurnis Haley, um jogador de golfe. Em 28 de abril, "Tron Cat" vazou na internet. Em 3 de maio, Tyler e Hodgy Beats apresentaram "Sandwitches" e "Analog" na BBC, além de "65", faixa do então próximo álbum do MellowHype.
O terceiro single lançado do álbum foi "She", com participação de Frank Ocean. O videoclipe de "She" foi lançado em 3 de junho de 2011.
O videoclipe de "Bitch Suck Dick", com Jasper Dolphin e Taco, foi lançado em 11 de outubro de 2011.

## Recepção

### Crítica especializada
| Críticas profissionais | Críticas profissionais |
| Pontuações agregadas   | Pontuações agregadas   |
| Fonte                  | Avaliação              |
| ---------------------- | ---------------------- |
| AnyDecentMusic?        | 7.3/10                 |
| Metacritic             | 72/100                 |
| Avaliações da crítica  |                        |
| Fonte                  | Avaliação              |
| AllMusic               | [ 31 ]                 |
| The A.V. Club          | B+                     |
| Entertainment Weekly   | A-                     |
| HipHopDX               | 4.0/5                  |
| Los Angeles Times      | [ 35 ]                 |
| Now                    | 2/5                    |
| Pitchfork              | 8.0/10                 |
| Rolling Stone          | [ 38 ]                 |
| Slant Magazine         | [ 39 ]                 |
| PopMatters             | 8/10                   |

Goblin recebeu avaliações geralmente positivas. No Metacritic, que atribui uma pontuação normalizada de 100 com base em resenhas de publicações profissionais, o álbum obteve uma média de 72, com base em 37 avaliações. O agregador AnyDecentMusic? deu uma nota de 7,3 de 10, baseada no consenso crítico.
Jon Dolan, da Rolling Stone, elogiou as faixas "luxuosas e com influências de R&B alternativo" do álbum, juntamente com suas letras "malignas no estilo do início de Eminem". David Jeffries, do AllMusic, comentou que "a produção de Tyler continua tão atraente como sempre, contrastando seus versos repugnantes e sua voz áspera com batidas sutis, às vezes serenas, que ecoam e rastejam". Brad Wete, da Entertainment Weekly, afirmou: "Uma pena que Kanye—que também é fã—já usou esse título no outono passado, porque Goblin é uma Beautiful Dark Twisted Fantasy (linda fantasia sombria e distorcida)". Huw Jones, da Slant Magazine, elogiou a produção e afirmou que "Goblin pode muito bem ser um dos lançamentos mais significativos da década... uma obra-prima para aqueles que conseguem digeri-la". A crítica Jen Long, da BBC, gostou das "táticas de choque" nas letras de Tyler, que remetem a Eminem, mas muitos críticos apontaram a semelhança como negativa. Joshua Errett, da Now, disse que alguém deveria ter avisado Tyler de que "Eminem já fez isso há 15 anos". Louis Pattison, da NME, afirmou: "É um álbum que deixa claro que o líder do Odd Future é um talento raro".
Evan Rytlewski, do The A.V. Club, disse: "Por mais arrogante e desordenado que pareça à primeira vista, Goblin é uma obra de arte deliberadamente construída, uma das declarações mais densas e provocativas que o rap independente produziu em anos". Scott Plagenhoef, do Pitchfork, afirmou: "Suas fantasias e falta de filtro ainda são grandes obstáculos para muitos ouvintes, se não para a maioria. Elas são depravadas e desprezíveis, ligadas em parte a um longo e infeliz legado do rap de gangue e de rua. Mas também são um aspecto de uma história maior e baseada em personagens—uma licença que concedemos às artes visuais, ao cinema e à literatura, mas raramente à música pop". Max Feldman, do PopMatters, comentou: "É esse tipo de coisa vergonhosa que pode nos impedir de ver Goblin pelo que realmente é: uma grande dose de um hip-hop maravilhoso e medicinal, com o humor mais perturbador e hiper-realista que você pode ouvir". Chris Martins, da Spin, afirmou: "O álbum tem cerca de 20 minutos a mais do que deveria? Provavelmente. Mas a óbvia falta de interferência externa prova que o status de autor de Tyler permanece intacto. Ele ainda está 'swaggin', como dizem hoje em dia. Agora talvez ele possa se concentrar em ganhar aquele Grammy". Randal Roberts, do Los Angeles Times, comentou que o álbum apenas "pressiona o mesmo botão que Elvis, Johnny Rotten, Chuck D e Eminem pressionaram" e que, "depois de uns 50 minutos, tudo o que você quer é que Tyler, the Creator cale a boca".

## Retrospectiva
Em uma entrevista de 2018 para a GQ, Tyler chamou Goblin de "horrível". Ele afirmou que, em retrospecto, manteria apenas sete faixas do álbum: "Yonkers", "She", "Nightmare", "Tron Cat", "Fish", "Analog" e "AU79".

## Desempenho comercial
Goblin estreou na quinta posição da Billboard 200, com vendas de 45.000 cópias na primeira semana nos Estados Unidos. Até abril de 2013, o álbum havia vendido 230.000 cópias no país. Em 30 de janeiro de 2018, Goblin recebeu certificação de ouro pela Recording Industry Association of America (RIAA). Até 2012, o álbum vendeu 25.000 cópias no Reino Unido.

## Lista de faixas
Todas as faixas foram escritas e produzidas por Tyler Okonma, exceto "Transylvania", que foi produzida pelo Left Brain. Escritores adicionais estão creditados quando necessário.
| Goblin         |                                                                         |                                               |         |  |
| N.º            | Título                                                                  | Compositor(es)                                | Duração |  |
| 1.             | "Goblin"                                                                |                                               | 6:48    |  |
| 2.             | "Yonkers"                                                               |                                               | 4:09    |  |
| 3.             | "Radicals"                                                              |                                               | 7:18    |  |
| 4.             | "She" (com part. de Frank Ocean)                                        | Christopher Breaux                            | 4:13    |  |
| 5.             | "Transylvania"                                                          | Vyron Turner                                  | 3:12    |  |
| 6.             | "Nightmare"                                                             |                                               | 5:22    |  |
| 7.             | "Tron Cat"                                                              |                                               | 4:13    |  |
| 8.             | "Her"                                                                   |                                               | 3:31    |  |
| 9.             | "Sandwitches" (com part. de Hodgy Beats)                                | Gerard Long                                   | 4:51    |  |
| 10.            | "Fish"                                                                  | Breaux                                        | 6:19    |  |
| 11.            | "Analog" (com part. de Hodgy Beats)                                     | Long                                          | 2:54    |  |
| 12.            | "Bitch Suck Dick" (com part. de Jasper Dolphin e Taco)                  | Davon Wilson Travis Bennett                   | 3:36    |  |
| 13.            | "Window" (com part. de Domo Genesis, Frank Ocean, Hodgy Beats e Mike G) | Dominique Cole Breaux Long Michael Griffin II | 8:00    |  |
| 14.            | "AU79" (Instrumental)                                                   |                                               | 3:40    |  |
| 15.            | "Golden"                                                                |                                               | 5:43    |  |
| Duração total: | Duração total:                                                          | Duração total:                                | 73:49   |  |

| Edição Deluxe (faixas bônus) |                                     |         |  |
| N.º                          | Título                              | Duração |  |
| 1.                           | "Burger" (com part. de Hodgy Beats) | 3:49    |  |
| 2.                           | "Untitled 63" (Instrumental)        | 1:06    |  |
| 3.                           | "Steak Sauce"                       | 3:22    |  |
| Duração total:               | Duração total:                      | 82:06   |  |

## Ficha Técnica
- Tyler, the Creator (creditado como Wolf Haley) – produção, vocais
- Left Brain – produção (faixa 5)
- Syd tha Kyd – mixagem, vocais adicionais (faixas 3, 7, 10, 15)
- Taco – vocais adicionais (faixas 3, 6)
- Frank Ocean – vocais adicionais (faixa 10)
- Brian "Big Bass" Gardner – masterização

## Tabelas musicais
| Tabela (2011)                               | Melhor posição |
| ------------------------------------------- | -------------- |
| Austrália Álbuns (ARIA)                     | 66             |
| Bélgica Álbuns (Ultratop Flandres)          | 62             |
| Canadá Álbuns (Billboard)                   | 16             |
| Dinamarca (Hitlisten)                       | 13             |
| Países Baixos (Album Top 100)               | 20             |
| Alemanha (Offizielle Top 100)               | 20             |
| Irlanda (OCC)                               | 44             |
| Japão (Oricon)                              | 147            |
| Noruega Álbuns (VG-lista)                   | 12             |
| Reino Unido Álbuns (OCC)                    | 21             |
| Reino Unido R&B Álbuns (OCC)                | 2              |
| Estados Unidos Billboard 200                | 5              |
| Estados Unidos Billboard R&B/Hip-Hop Albums | 1              |

| Tabela (2011)                               | Posição |
| ------------------------------------------- | ------- |
| Estados Unidos Billboard R&B/Hip-Hop Albums | 53      |

| Tabela (2012)                               | Posição |
| ------------------------------------------- | ------- |
| Estados Unidos Billboard R&B/Hip-Hop Albums | 70      |

## Certificações
| Região                                                       | Certificação | Unidades/vendas |
| ------------------------------------------------------------ | ------------ | --------------- |
| Canadá (Music Canada)                                        | Ouro         | 40.000‡         |
| Estados Unidos (RIAA)                                        | Ouro         | 100.000‡        |
| ‡vendas+valores de streaming baseados apenas na certificação |              |                 |